# Guy Evans
Guy Randolph Evans (Birmingham, Anglaterra, 17 de juny de 1947) és un bateria britànic membre del grup de rock progressiu Van der Graaf Generator. Es va incorporar al grup el 1968, i ha participat en tots els àlbums enregistrats. Després de la primera ruptura el 1972, es va unir a Charlie and the Wideboys, però també col·laborà en la carrera en solitari de Peter Hammill, líder de Van der Graaf. Quan es reuniren el 1975, Evans s'hi reincorporà, fins a la segona ruptura de 1978. Llavors es mudà a Cornualla (Gran Bretanya), on treballà en una granja, feina que compaginava amb col·laboracions amb el mateix Hammill, Mother Gong, Amon Duul i Nigel Mazlyn Jones, entre d'altres.